# Lårbensartär

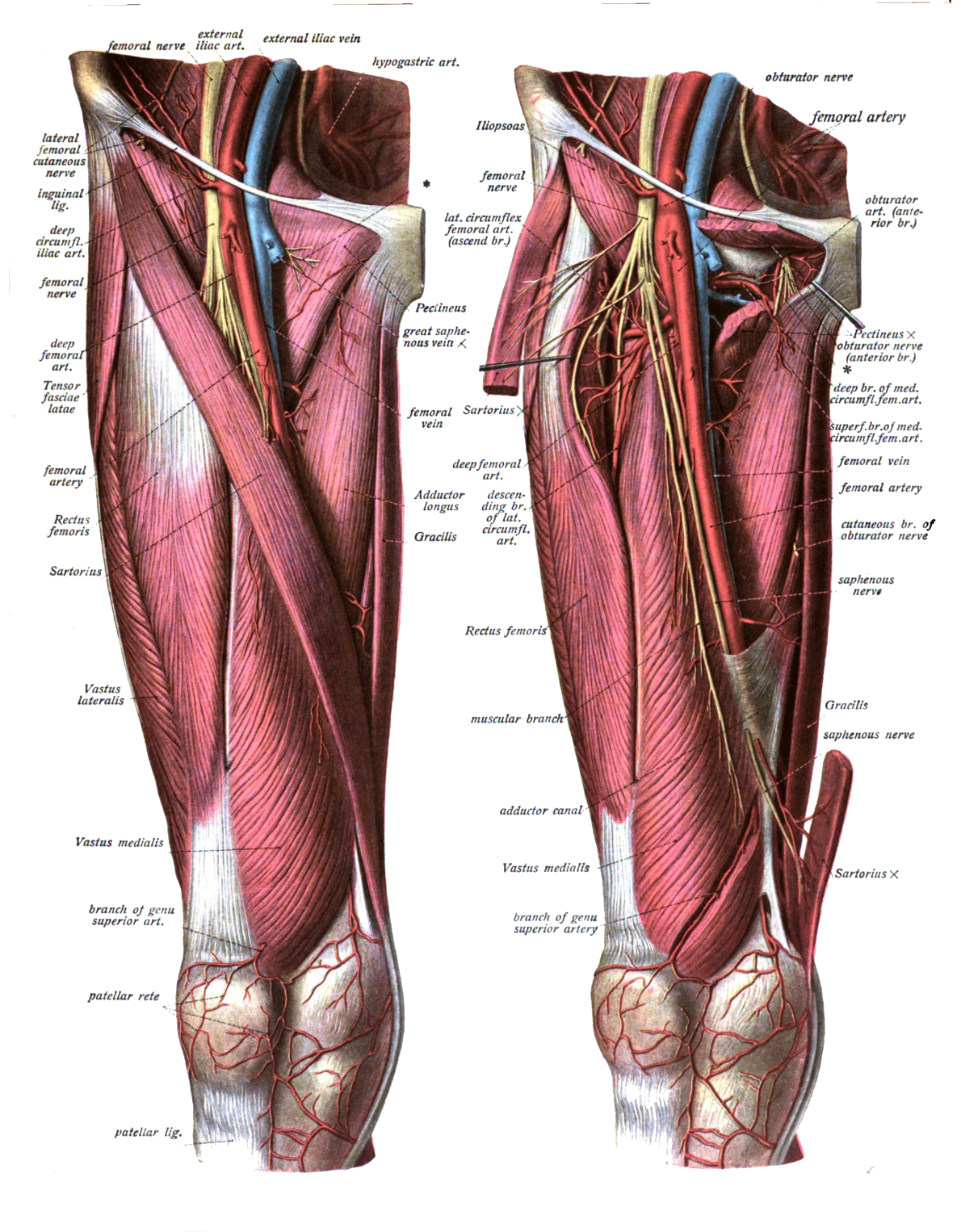
Höger lår, där skräddarmuskeln är borttagen till höger och blottar den högra femoralartären samt femoralvenen.

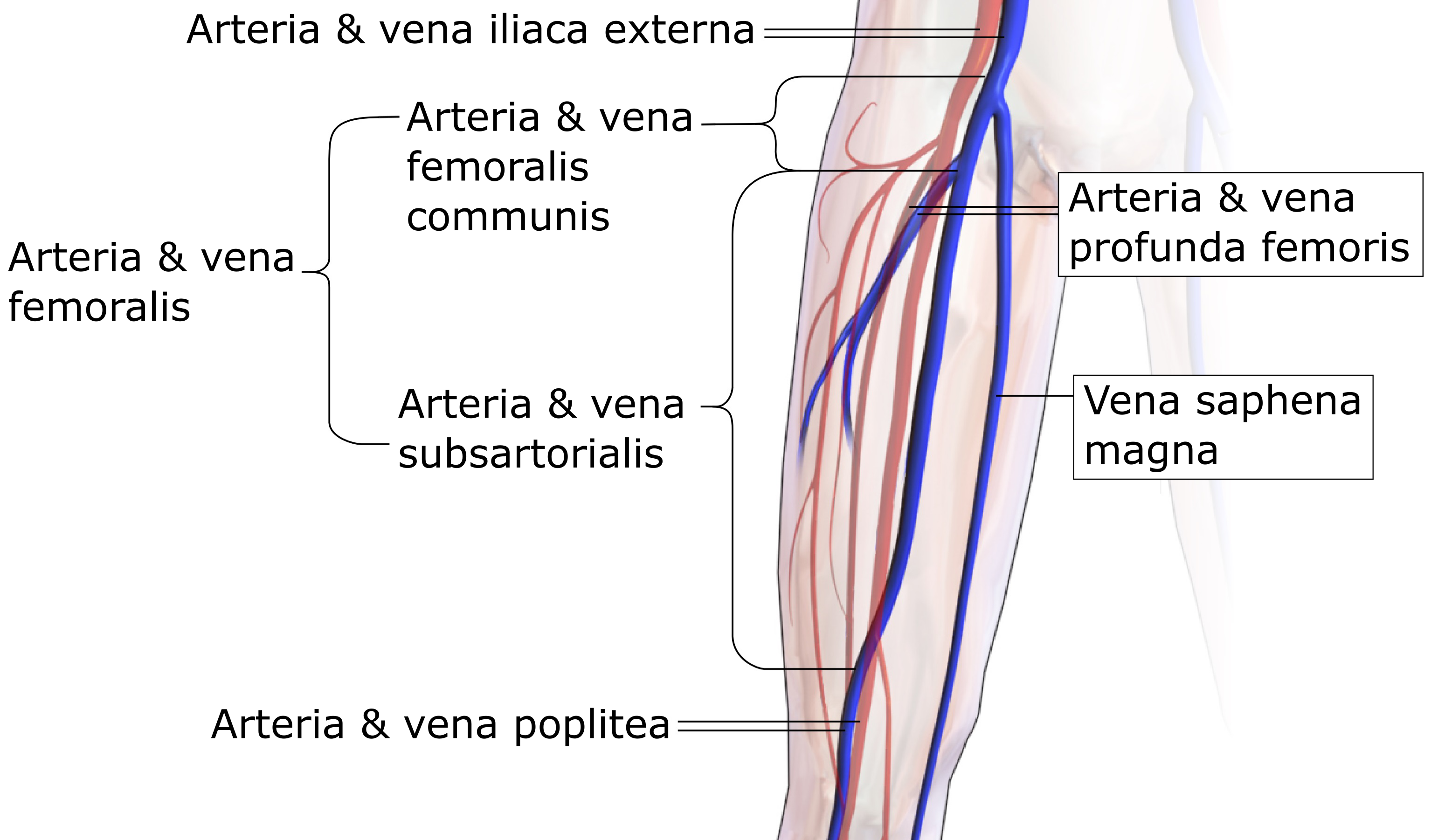
Lårbensartärens segment (arteria femoralis communis och arteria subsartorialis).

Lårbensartären eller femoralartären, latin arteria femoralis, är de två stora pulsådrorna i insidan av låret vilket står för det huvudsakliga blodtillflödet till den nedre extremiteten.
Lårbensartärens segment är:
- Arteria femoralis communis proximalt till förgreningspunkten av arteria profunda femoris.
- Arteria subsartorialis distalt till denna förgreningspunkt. Tidigare har detta segment kallats för arteria femoralis superficialis. Detta var en potentiellt skadlig missvisande benämning eftersom venen kliniskt är en djup ven och inte en ytlig ven, och därmed en möjlig plats för en djup ventrombos, och termen superficialis kan orsaka att fallet förbises som en ytlig ven för antikoagulantiaterapi.[3] Under 2001, under World Congress of the International Union of Phlebology, beslutades det att ändra namnet från arteria femoralis superficialis till helt enkelt arteria femoralis,[4] men användningen av arteria femoralis superficialis kvarstår fortfarande i vissa källor. Därför introducerades termen arteria subsartorialis som ett ersättningsnamn för det distala segmentet.[5][1]